# كأس أمم أوروبا 1964
أقيمت بطولة كأس أمم أوروبا 1964 في إسبانيا، وكانت تسمى باسم كأس الأمم الأوروبية، وقد فاز منتخب إسبانيا لكرة القدم في البطولة بعد أن تغلب على منتخب الاتحاد السوفييتي لكرة القدم 2-1.
وقد أقيمت البطولة بنظام خروج المغلوب، وشارك في التصفيات الأولية 29 منتخب (اليونان انسحب بعد أن وقع مع ألبانيا)، وقد لعبت الفرق المباريات بطريقة الذهاب والإياب.
وقد حقق منتخب لوكسمبورغ العديد من المفاجآت في التصفيات، فتغلبت على منتخب هولندا 2-3 بمجموع اللقائين، وقد تعادلت مع منتخب الدنمارك 3-3 بمجموع المباراتين، قبل أن تخسر في المباراة الفاصلة 1-0، وقد تأهلت الدنمارك بجانب الاتحاد السوفييتي وهنغاريا وإسبانيا الدولة المضيفة.
وفي البطولة التقى منتخب الاتحاد السوفييتي منتخب الدنمارك، وهزمه بسهولة 3-0 في المباراة التي أقيمت في برشلونة، وقد فاز منتخب إسبانيا 2-1 على منتخب هنغاريا في مدريد، وفي المباراة النهائية فازت إسبانيا على الاتحاد السوفييتي 2-1 في هدف متأخر.

## البطولة

### الدور النصف نهائي
| إسبانيا                         | 2–1   | هنغاريا         |
| ------------------------------- | ----- | --------------- |
| خيسوس بيريدا 35' · أمانسيو 112' | تقرير | فرينتس بيني 84' |

| الدنمارك | 0-3   | الإتحاد السوفييتي                                               |
| -------- | ----- | --------------------------------------------------------------- |
|          | تقرير | فاليري فورونين 19' · فيكتور بونيدلنيك 40' · فالنتين إيفانوف 87' |

### تحديد المركز الثالث والرابع
| هنغاريا                 | 1:3 | الدنمارك      |
| ----------------------- | --- | ------------- |
| فيرينك بيني ديسزو نوفاك |     | كارل بيرتيلسن |

.

### النهائي
| الإتحاد السوفييتي  | 2:1 | إسبانيا                                  |
| ------------------ | --- | ---------------------------------------- |
| غاليمزيان خوساينوف |     | خيسوس ماريا بريدا مارسيلينو مارتينيز كاو |

.

## إحصاءات
الهداف
هدفين :
- فرينيك بيني
- خيسوس ماريا بيريدا
- ديسزي نوفاك

هدف :
- أمانسيو أمارو
- فاليري فورونين
- فيكتور بونيديلنك
- فالنتين إيفانوف
- كارل بيرتيلسن
- مارسيلينو مارتينيز كاو
- غاليمزيان خوساينوف

أسرع هدف
- أول ستة دقائق : خيسوس ماريا بيريدا (إسبانيا × الاتحاد السوفييتي)

معدل الأهداف
3,25 في المباراة الواحدة